# 光叶木兰
光叶木兰（学名：Magnolia dawsoniana），又名康定木兰，为木兰科木兰属的植物，为中国的特有植物。分布于中国大陆的四川等地，生长于海拔1,400米至2,500米的地区，多生于林间，目前尚未由人工引种栽培。

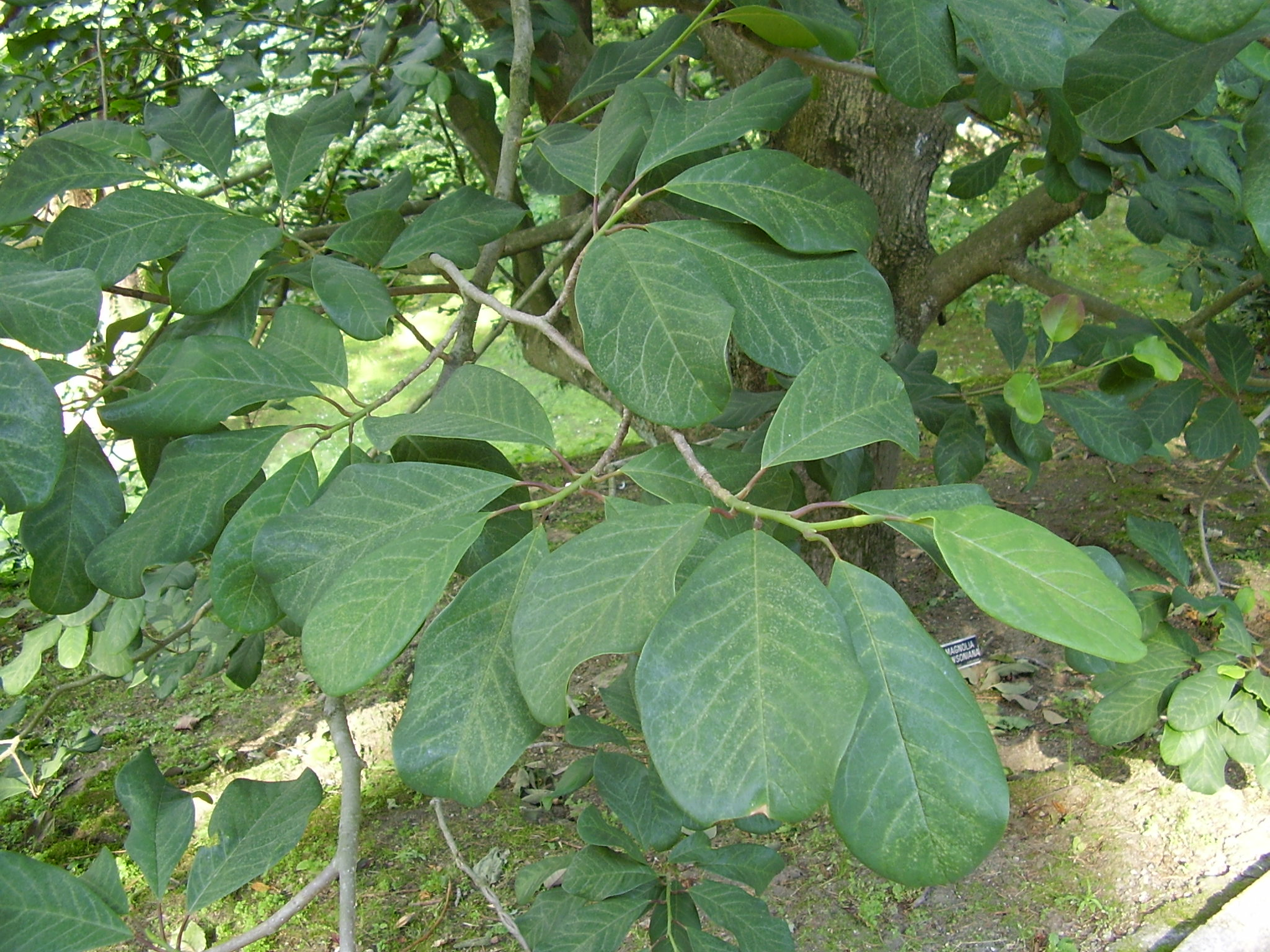
叶